# Palpoctenidia
Palpoctenidia är ett släkte av fjärilar. Palpoctenidia ingår i familjen mätare.
Kladogram enligt Catalogue of Life:
| Palpoctenidia | \| \| Palpoctenidia conspicuaria \| \| \| \| \| \| Palpoctenidia elegans \| \| \| \| \| \| Palpoctenidia phoenicosoma \| \| \| \| \| \| Palpoctenidia semilauta \| \| \| \| |
|               | \| \| Palpoctenidia conspicuaria \| \| \| \| \| \| Palpoctenidia elegans \| \| \| \| \| \| Palpoctenidia phoenicosoma \| \| \| \| \| \| Palpoctenidia semilauta \| \| \| \| |
|               | Palpoctenidia conspicuaria |
|               | |
|               | Palpoctenidia elegans |
|               | |
|               | Palpoctenidia phoenicosoma |
|               | |
|               | Palpoctenidia semilauta |
|               | |